# Castello di Serravalle
Castello di Serravalle is een voormalige gemeente en municipio in de Italiaanse metropolitane stad Bologna (regio Emilia-Romagna) en telt 4400 inwoners (31-12-2004). De oppervlakte bedraagt 39,2 km², de bevolkingsdichtheid is 102 inwoners per km². Castello di Serravalle ging op 1 januari 2014 samen met Bazzano, Crespellano, Monteveglio en Savigno op in de Italiaanse fusiegemeente Valsamoggia.
De volgende frazioni maken deel uit van de municipio: Bersagliera, Castelletto, Fagnano, Mercatello, Ponzano - Maiola, Rio ca' de' fabbri, Sant'Apollinare, Tiola, Zappolino.

## Demografie
Castello di Serravalle telt ongeveer 1828 huishoudens. Het aantal inwoners steeg in de periode 1991-2001 met 43,4% volgens cijfers uit de tienjaarlijkse volkstellingen van ISTAT.
| Jaar | Inwoneraantal |
| ---- | ------------- |
| 1991 | 2773          |
| 2001 | 3977          |

## Geografie
De municipio ligt op ongeveer 182 meter boven zeeniveau.
Castello di Serravalle grenst aan de volgende gemeenten: Guiglia (MO), Monte San Pietro, Savignano sul Panaro (MO) en Zocca (MO), evenals aan de municipi Monteveglio en Savigno van Valsamoggia.